# Литературен вестник
„Литературен вестник“ е български вестник за литература, литературна критика и изкуство. Излиза седмично, без прекъсване от февруари 1991 г.; днешният му формат е таблоиден, с обем 16 страници, черно-бял. ISSN 1310 – 9561.
Вестникът се стреми към съвременно звучене, отличава се със съвременен дизайн и се стреми да представи модерните тенденции в литературата, литературната критика и хуманитаристиката. Към вестника има и издателство, което публикува критически сборници и други книги.

## Мисия
Започнал да излиза през 1991 г. като национален седмичник за литература и култура, той със сигурност е единственото периодично издание с такъв характер, появило се след 1989 г. и оцеляло до днес.
Вестникът се утвърждава като основна сцена на съвременната българска литература и култура от началото на 90-те години. Изданието стои в центъра на радикалната смяна на литературния език и мисленето за литературата в този период. На неговите страници са тръгнали вече три поколения автори, чиито представители днес са сред най-известните български писатели и хуманитаристи. „Литературен вестник“ винаги е бил отворен за младите, за техните дебюти, но и работилница за новото в литературата от всички поколения.
Основни акценти в „Литературен вестник“ са новата българска литература, оперативната критика за книги, театрални представления, концерти и филми, актуалното от световната художествена литература и хуманитаристика, новите прочити на българската класика, насърчаването на дебютите на млади автори и пр.

## Редактори

### Главни редактори през годините
- Едвин Сугарев,
- Миглена Николчина,
- Георги Господинов,
- Ани Бурова,
- Амелия Личева.

- Едвин Сугарев през 2010 г.
- Миглена Николчина през 2010 г.
- Георги Господинов, преди 2005 г.

### Настояща редколегия
- Амелия Личева,
- Пламен Дойнов,
- Ани Бурова,
- Камелия Спасова,
- Мария Калинова,
- Емануил А. Видински

- Пламен Дойнов през 2020 г.
- Мария Калинова през 2010 г.

### Редактори на „Литературен вестник“ през годините
- Малина Томова,
- Ани Илков,
- Мария Георгиева,
- Владимир Левчев,
- Ирма Димитрова,
- Капка Георгиева,
- Валентина Радинска,
- Румен Леонидов,
- Йордан Ефтимов,
- Бойко Пенчев,
- Силвия Чолева,
- Георги Гочев.

- Владимир Левчев
- Валентина Радинска
- Румен Леонидов през 2010 г.
- Йордан Ефтимов през 2010 г.
- Силвия Чолева
- Георги Гочев през 2017 г.

## Дизайнери
- Стефан Десподов
- Борис Десподов
- Яна Левиева
- Александър Байтошев
- Дамян Дамянов.